# Mariana Carbajal
Mariana Carbajal (12 de septiembre de 1969) es una periodista argentina, feminista, referente en el país en temáticas de género.

## Trayectoria
Estudió periodismo en la Universidad Nacional de Lomas de Zamora. Escribe en el diario Página/12, de Buenos Aires. Fue columnista en la TV Pública desde 2010 hasta 2017. Y desde 2017, es la conductora del programa Punto Género, del canal Diputados TV. Ha sido  impulsora del movimiento Ni Una Menos y fue parte de ese colectivo. Ha sido fundadora y pertenece a PAR-Periodistas de Argentina en Red por una Comunicación No Sexista. Dicta talleres y seminarios sobre comunicación y género. Ha sido docente en Flacso y en la Maestría de Periodismo de la UNTD y el diario La Nación. Cuerpos Juzgados es su  primer documental (2022). Es la conductora de la serie documental "Nosotras. Relatos de los feminismos bonaerenses", producida a partir de una idea suya.
Publicó en febrero del 2025 la serie de podcasts “Encendidas” junto a Ingrid Beck en donde tratan temas relacionados con el climaterio.

## Activismo a favor de la legalización del aborto
El 12 de abril de 2018, participó en la segunda jornada de debate por la legalización del Aborto en Argentina en el  plenario de comisiones del Congreso de la Nación manifestando su posición a favor del aborto en donde habló de situaciones de las que había sido testigo como periodista y afirmó que “desde la primera menstruación una mujer tiene miedo a cursar un embarazo no deseado”. Destacó que “los anticonceptivos fallan, que ninguno es 100% seguro”. Narró que había acompañado a amigas a abortar y que había difundido el celular de las socorristas.

## Libros publicados
- La seducción permanente: verdades y mentiras de las cirugías estéticas. Buenos Aires: Sudamericana, 1999. ISBN 978-950-07-1696-3 Reeditado en 2001 con ISBN 978-950-07-1946-9.
- El aborto en debate, aportes para una discusión pendiente. Buenos Aires: Paidós, 2009, ISBN 978-950-12-4555-4.
- Maltratadas. Violencia de género en las relaciones de pareja. Buenos Aires: Aguilar, 2014, ISBN 978-987-04-3329-3.
- Yo te creo, hermana. Buenos Aires: Aguilar, 2019, ISBN  978-987-73-5218-4.
- Encendidas. Buenos Aires: Grijalbo, 2024, ISBN 978-950-28-1682-1.

## Trabajo en televisión
- 2010: Columnista en Estudio País Bicentenario, en Canal 7
- 2011-2012: Columnista en Con sentido público, en Canal 7
- 2012: Conductora del ciclo de entrevistas "Mujeres de ciencia", en Tecnópolis TV
- 2013: Columnista en Todavía es temprano, en Canal 7
- 2014: Columnista en Vivo en Argentina, en Canal 7-TV Pública
- 2015: Columnista en Vivo en Argentina, en Canal 7-TV Pública
- 2016: Columnista en Pura Vida, Cada Día, en Canal 7-TV Pública
- 2017-2018: Conductora en Punto Género, en Diputados TV

## Premios y reconocimientos
LASA Media Award 2022
- Reconocimiento por sus aportes y su compromiso otorgado por la Campaña abolicionista “Ni una mujer más víctima de redes de prostitución”. 4 de junio de 2012.
- Distinción “por su labor y compromiso como comunicadora”, otorgado en el marco del Día Internacional de la Mujer por la Facultad de *Periodismo y Comunicación Social de UNLP. Marzo 2012.
- Premio a la Trayectoria en Comunicación. Universidad Isalud. 2011.
- Premio Nacional al Periodismo Responsable. 2011
- En 2010 recibió el Premio Lola Mora otorgado por la Dirección General de la Mujer de la ciudad de Buenos Aires, en reconocimiento a su labor por transmitir “una imagen positiva de la mujer, en contra de los estereotipos de género y que promueve la igualdad de oportunidades y sus derechos”, en los rubros «prensa escrita» (terna compartida con Luciana Peker y Marta Dillon) y «televisión» por su columna en el programa de televisión Estudio País Bicentenario, en Canal 7.[6]
- En 2010 la Unión de Mujeres de la Argentina (UMA) le entregó la Mención 8 de Marzo “Margarita de Ponce” que premia a mujeres por su trayectoria a favor de los derechos de las mujeres “Por su aporte de género al periodismo”.
- El 22 de octubre de 2009, su libro El aborto en debate, aportes para una discusión pendiente fue declarado de interés municipal por la Legislatura de la ciudad de Rosario.[7]
- En 2009 la Fundación para Estudio e Investigación de la Mujer (FEIM) la distinguió “por su apoyo y contribución permanente a difundir las actividades en defensa de los derechos de mujeres y niñas”.
- En 2007 recibió el Premio Buenas Prácticas contra la Discriminación otorgado por el Instituto Nacional contra la Discriminación, la Xenofobia y el Racismo (INADI) por su compromiso como periodista en la lucha contra la discriminación.
- La Fundación ISalud la distinguió con el Premio ISalud en la categoría Medios –Individual, por su compromiso y trayectoria en la cobertura de temas de salud con perspectiva social
- En 2005 recibió el Premio Reconocimiento que otorga la Fundación Agenda de Mujeres por sus aportes en la difusión de los derechos humanos de las mujeres.
- La ONG SOS Discriminación le otorgó un premio a la trayectoria en la lucha contra la discriminación.
- Periodismo Social la distinguió como Periodista Amiga de la Infancia, “por su actuación destacada en la cobertura periodística de los temas que afectan a niños, niñas y adolescentes y por su aporte a la construcción de una cultura que promueva sus derechos”.
- En 2003 fue distinguida por la Dirección General de la Mujer del Gobierno de la Ciudad de Buenos Aires en reconocimiento a su trayectoria periodística en defensa de los derechos y de la igualdad de oportunidades y de trato de las mujeres.
- En 2002, recibió el Premio TEA en la categoría “Diarios”, otorgado por los graduados de la Escuelas Taller Agencia a jóvenes periodistas.
- En 2001, por una investigación sobre un caso de violencia doméstica recibió el primer premio de la categoría Cono Sur del Concurso de Periodismo organizado por Isis Internacional.
- También recibió la distinción de Embajadora por los Derechos Sexuales y Reproductivos entregado por el Instituto Social y Político de la Mujer en reconocimiento a sus acciones y opiniones en defensa de los derechos sexuales y reproductivos.
- En 2000 por el libro La Seducción Permanente (Sudamericana), la Asociación Médica Argentina le otorgó una distinción en “reconocimiento a su dedicación y seriedad en la comunicación de salud”.
- En 1996 por sus artículos en Página 12 sobre la situación de la mujer en el país recibió el Premio Dignidad, otorgado por la Asamblea Permanente por los Derechos Humanos (APDH). También fue distinguida por el Centro Municipal de la Mujer de Vicente López.[8]